# Гіряска
Гіряска (рум. Ghireasca) — село у повіті Васлуй в Румунії. Входить до складу комуни Мелуштень.
Село розташоване на відстані 241 км на північний схід від Бухареста, 50 км на південь від Васлуя, 109 км на південь від Ясс, 86 км на північ від Галаца.

## Населення
За даними перепису населення 2002 року у селі проживали 247 осіб, усі — румуни. Усі жителі села рідною мовою назвали румунську.